# Serica sculptilis
Serica sculptilis är en skalbaggsart som beskrevs av Dawson 1922. Serica sculptilis ingår i släktet Serica och familjen Melolonthidae. Inga underarter finns listade i Catalogue of Life.